# Klinkowate
Klinkowate (Clinidae) – rodzina morskich ryb okoniokształtnych.

## Występowanie
Umiarkowane wody oceaniczne obydwu półkul.

## Cechy charakterystyczne
- ciało wydłużone
- łuski cykloidalne
- płetwy grzbietowa i odbytowa długie
- osiągają rozmiary do 60 cm

## Klasyfikacja
Rodzaje zaliczane do tej rodziny:
Blennioclinus — Blennophis — Cancelloxus — Cirrhibarbis — Climacoporus — Clinitrachus — Clinoporus — Clinus — Cologrammus — Cristiceps  — Ericentrus  — Fucomimus  — Gibbonsia — Heteroclinus  — Heterostichus — Muraenoclinus  — Myxodes   — Ophiclinus  — Ophiclinops  — Pavoclinus   — Peronedys  — Ribeiroclinus — Smithichthys   — Springeratus  — Sticharium  — Xenopoclinus